# جارونساک وونگورن
جارونساک وونگورن (تایلندی: เจริญศักดิ์ วงษ์กรณ์؛ زادهٔ ۱۸ مهٔ ۱۹۹۷) بازیکن فوتبال اهل تایلند است.
از باشگاه‌هایی که در آن بازی کرده‌است می‌توان به باشگاه فوتبال ساموت پراکان سیتی اشاره کرد.
وی همچنین در تیم‌های ملی فوتبال زیر ۲۳ سال تایلند و تایلند بازی کرده‌است.